# First Daze Here - The Vintage Collection
Albums de Pentagram
Sub-Basement
(2001) Turn to Stone
(2002)
First Daze Here - The Vintage Collection est une compilation du groupe de doom metal américain Pentagram. Cette compilation regroupe des titres que le groupe a enregistré entre 1971 et 1976 et qui n'avaient jamais bénéficié d'une sortie en album.

## Liste des titres
- Tous les titres sont signés par Bobby Liebling sauf indications.

1. Forever My Queen - 2:24
2. When the Screams Come - 3:00
3. Walk in the Blue Light - 5:36
4. Starlady (Liebling / Randy Palmer)- 5:15
5. Lazy Lady (Liebling / Geof O'Keefe) - 3:48
6. Review Your Choices - 2:58
7. Hurricane - 2:05
8. Livin' in a Ram's Head - 2:17
9. Earth Flight (Liebling / Greg Mayne) - 2:51
10. 20 Buck Spin - 4:57
11. Be Forwarned - 3:28
12. Last Days Here (Liebling / O'Keefe)- 6:08

## Enregistrement et production
- Titres 1, 2, 3, 6 & 10 : enregistrés aux Bias Recording Studios, à Falls Church en Virginie, le 22 mars 1973, et produits par Skip Groff.
- Titres 5 & 11 : enregistrés aux studios "The Fireplace" le 6 juillet 1972 et produits par Philip Knudsen.
- Titres 8 & 9 : enregistrés live aux National Sound Warehouse Studios, Springfield, Virginie le 5 & 14 juin 1974 et produits par le groupe.
- Titre 7 : enregistré aux Bias Recording Studios, Falls Church le 13 juin 1973 et produit par Skip Groff.
- Titre 12 : enregistré live aux The Rehearsal Warehouse studio en été 1974.
- Titre 4 : enregistré aux studios Underground Sound, à Largo dans le Maryland, le 4, 12 & 23 septembre 1976, et produit par Greg Mayne, Geo O'Keefe, Gordon Fletcher & Steve Lorber.

## Musiciens
- Bobby Liebling : chant, guitare rythmique sur Lazy Lady et Be Forwarned.
- Vincent McAllister : guitares.
- Geof O'Keefe : batterie, percussions.
- Greg Mayne : basse.
- Randy Palmer : guitare rythmique sur Livin in a Ram's Head et Earth Flight.
- Marty Iverson : guitare sur Starlady.